# 莫多什·彼得
莫多什·彼得（匈牙利語：Módos Péter，1987年12月17日—），匈牙利男子摔跤运动员。他曾代表匈牙利参加2012年夏季奥林匹克运动会摔跤比赛，获得男子古典式55公斤级铜牌。